# Журавинка (Орловская область)
 Журави́нка — деревня в составе Черемошёнского сельского поселения Мценского района Орловской области России. До образования Мценского района входила в состав Новосильского уезда Тульской губернии.

## География
Деревня расположена на относительно равнинной местности на Севрюковском верхе (овраге) в 4 км от автодороги Новосиль — Мценск, в 5 км от сельского административного центра села Черемошны.

## Название
Название поселения может происходить от слов «жура, журава», что означает на диалекте народов (возможно переселенцев) северо-западных областей как сырое место с клюквенной болотистой растительностью. Другое предположение — от селившихся в этих местах журавлей или по фамилии владельца земли, произведённой от прозвища, связанного с птицей журавлём. 

## История
Упоминается в ДКНУ (дозорной книге Новосильского уезда) за 1614—1615 гг. как деревня Жеровинка. Относилась к приходу церкви страстотерпца Христова Георгия села Субочева. В 1915 году в Журавинке имелось 40 крестьянских дворов.

## Население
| Годы      | 1859 | 1915 | 2010 |
| --------- | ---- | ---- | ---- |
| Население | 290  | 410  | 14   |